# ラグ・ボール
ラグ・ボールは寺沢武一の漫画、『コブラ』並びにそれを原作とするアニメなどに登場する架空の球技。
ベースボールと、アメフトを一緒にしたスポーツである。

## ルール
野球のルールをベースとしていて、野球場のような球場で試合を行うが、前半戦、後半戦の間に30分のハーフタイムを挟む形で行われる。劇中ではコブラの所属チームが逆転サヨナラ勝ちをしているため、同点による延長戦などは描かれていない。前半と後半はそれぞれ時間が定められており、スコアなどが表示される電光掲示板には残り時間が表示される。野球同様に守備側が3アウトをとると攻守交替が行われるが、9イニングまで戦うのではなく、前半、後半それぞれの制限時間内でこれを繰り返す形で行う。タイムアウトを迎えると3アウトでなくても攻撃側は攻撃が終了となり、これが前半の場合、後半開始の際に攻守交替が行われる。
投手がスロー・マシン（後述）から球を射出して、バッターから野球同様に3回ストライクを決めれば打者はアウトになる。球を打たれた場合、内野手は球を持っている限り、走者に対しエルボー、パンチ、キックなどによるあらゆるブロックが許されるが、そうした攻撃は走者の方も許されており、クロスプレーの際の負傷・死亡が頻繁に発生する。
打球がゴロの場合、守備側選手が打球を捕球、一、二、三塁手に送球するまでは野球と同一だが、この後球を受けた選手は打者もしくは走者（攻撃側選手）へのブロックが必須となる。ラグ・ボールにおいては守備側選手がボールを持った状態で攻撃側選手より先に塁に触れてもアウトにならず、塁を踏ませないよう相手をブロックして初めてアウトが成立する。逆に言えば平凡なゴロでも攻撃側選手が守備側選手のブロックをかいくぐって塁に触れればセーフになるため、塁上、特に打者が最初に向かう一塁では激しい戦いの応酬となる。
フライに関しても、捕球しただけでは内外野、およびフライ、ライナー問わずアウトは成立せず、守備側選手は攻撃側選手へのブロックが必須となる。これは飛球が地面に落下する前に捕球された場合も同様である。外野へ打球が飛んだ場合、外野手が捕球後内野手に送球し、ゴロの場合と同様内野手がブロックを成功させて初めてアウトが成立する。
以上のように球を打たれた場合には殆どの場合ブロックが必要となるため内野手には屈強な肉体や高い肉弾戦闘能力を持つことが不可欠である。特にブロック機会の多い一塁手は本スポーツの花形選手であり、チーム内でも優秀な選手がつく。
なお、ブロックについてはあらゆる状況で許されるわけではなく、守備側選手が球を持っていない場合や、内野手が捕球した時にランナーが既に塁上にいる場合は攻撃ができず、攻撃した場合反則行為となり、ペナルティがかけられる。攻撃側選手については塁上にいなければ守備側選手への攻撃は可能であり、劇中では一軍チームの一塁走者ドラゴンが打者ドブラーが打球を放った瞬間に塁を離れ、直後振り返って一塁手コブラに対し攻撃している。
前述したとおりブロック時のクロスプレーではあらゆる攻撃が許されており、それが一試合に頻発するためこの競技はケガ人や死人が多く出る危険なスポーツとなっている。さらに試合中、もしくは練習中においてプレー中に相手を死亡させても罪には問われないため、互いに手加減無しで攻防を繰り広げることもそれに拍車をかけている。加えてアニメ版では選手同士の乱闘が発生した場合は警備兵により射殺されるという設定になっており、総じて命がけのスポーツと言える。しかし、逆にそのスリリングさがラグ・ボールの人気の要因の一つでもあり、観客も激しいクロスプレーを楽しみにしている。
試合中は選手交代が認められていない。そのため､負傷や死亡などでメンバーが欠けるとそれが致命的な戦力ダウンにつながることもある。こうした状態で守備側に回った場合､残った選手間でポジション変更が可能だが、空いたポジションの守備範囲を残ったメンバーでカバーしなくてはならないため、メンバー一人あたりの守備の負担が大きくなる。また、負傷者が続出した場合、試合の続行が困難となる。前後半戦という時間制を導入しているのも、このように負傷者が絶えない競技のためだと推察される（回数制だと負傷者が続出して、試合の続行が不可能＝試合が成立しないケースが起こる）。

## 選手のメンバー構成
1チーム9人ではなく、7人で2チーム計14人で試合が行われる。7人のため、遊撃手（ショート）と捕手はいない。
そのため、守備の場合は以下の編成となる。
- 投手：スロー・マシンでラグ・ボールの球を射出する。

- 内野手
  - 一塁手（ファースト）
  - 二塁手（セカンド）
  - 三塁手（サード）

- 外野手
  - 右翼手（ライト）
  - 中堅手（センター）
  - 左翼手（レフト）

捕手がいないため、ホームベースへ向かう選手をアウトにするには、三塁手がボールを持って追うか、一塁手の選手などと連携して挟み撃ちにして打ち取っているようである。コブラたちが着ているユニフォームの番号を見る限り、野球のように守備番号は決まっていない。
最初にスタメン登録された選手以外は出場できないため、攻撃の際は残ったメンバー間で打順などを変更することで代打や代走を出す。　
劇中ではダグアウトに選手以外のメンバー（監督、コーチなど）の姿は確認されていない。

## 選手の服装・使用される道具など

### ユニフォーム、防具
選手はアメフト用ヘルメットをかぶり、胸と背中に大きく番号が書かれたユニフォームシャツの上から肩、肘、手首、ひざをガードするプロテクターを装着して行う。野球同様にグラブやバットも使用する。投手のみスロー・マシンの操作に両手を使う都合上、両手とも素手で守備につく。
選手同士での会話はブレスレット型の通話機で行い､これにより捕手がいなくても（理由は後述）、チームメイトが投手に投げる球種やコースを指示することができる。
バットは金属製が使われている（アニメ版より）。
グラブは現実同様柔らかい素材を使用しているようで、コブラの打った打球がその威力故に二塁手ヒムラーのグラブを突き抜けることもあった。

### ボール
ラグ・ボールで用いられているボールは競技名と同様野球ボールとアメフトのボールが組み合わさったようなデザインとなっている。重さは5kg、サイズは野球ボールとほぼ同じで成人男性の手に収まるほどで、色はグレーに塗られている。ボールは硬い物質でできており、コブラがフェンス直撃のヒットを放った際、フェンスにめり込んだボールは損傷しておらず、その頑丈性をうかがい知ることができる。内部は空洞になっており、コブラはロド麻薬のデータ入りカプセルを内部に隠し、その球をホームランにして文字通り「場外」に出している。
なお、球質と重さに加えスロー・マシンの球速の速さのため、野球と違いホームランを狙うのは難しく、その反面ゴロが多く打たれ、結果としてクロスプレー頻発の要因になっている。また、死球での死亡事故も頻発している。

### スロー・マシン
重さ5kgのラグ・ボール用の球を、投手が直接手で投げるのではなく、バッティングセンターにあるピッチングマシンのような形をした、スロー・マシン（ピッチャー・マシン）を操作して射出する。
投手はストライクゾーンなどが表示される操作パネルのモニターを見ながら投球位置や球種、球速を指定し、決定したところで左右に配置されたトリガーボタンに両手をかけ、同時に引くことでラグ・ボールの球が発射される。この際、スロー・マシンのモニター下のFIREと書かれたランプが点灯する。ピッチングマシン同様、球の球種、球速などには広く調整可能で、二軍チーム側でコブラが出場した紅白戦では、最高速度は180キロに設定されていた。変化球も指定できる。
そして射出されたボールはキャッチャー・マシンのボール投入口に入ると（ゆえに捕手はいない）、地下ホールをとおりスロー・マシンに戻る。イメージ的にはボウリングの投げた球がレーンから回収されて手元に戻ってくる感じである。
投球をスロー・マシンに任せられる投手は現実の野球と比べて守備面での負担が軽く、攻撃時に上位打線を打つこともある。しかし、投手はピッチャーマシンのトリガーボタンに指を掛けてボールを射出する都合上、グラブをつけることができない。そのためピッチャー返しなどで自分の方にボールが来た場合、咄嗟にボールをキャッチすることができず、危険である。劇中では一軍チームのピッチャーヒルダスの顔面スレスレにコブラの打った打球が飛び彼が唖然とする場面があった。また、スロー・マシンの巨体が邪魔になり投手前バントの処理に手間取ることもあった。

### 球場・設備
銀河系一のラグ・ボール球団「レッド・サクソンズ」がホームグラウンドにするラル星のランド競技場のアストロ・ドーム球場が登場した。実況アナウンサーによれば両翼150メートル、最深部200メートルの大型球場であり、ホームラン、特に場外弾を打つのは至難の業である。球場設備は野球のそれとほぼ同様だが、フィールド内に審判がいないことが大きな差異となっている。同時に、本塁を除く各塁のベースが六角形をしているのも特徴である。このベースは機械仕掛けであり、側面にアウト及びセーフの判定が表示され、塁審の代わりを務めている。
また、プレー中の「事故」に備えて医療班および警備班も常時待機している。
バックスクリーンには電光式スコアボードが設置され、スコアや回数、出場選手名、残り時間が表示される。このうち出場選手名欄は名前を表示する「ライフ・ライト」及びその横の「DEATH」の文字を出す「デス・ライト」の2つで構成され、選手が試合中何らかの理由で退場すると「デス・ライト」が点灯、加えてその選手が死亡するとライフ・ライトが消える仕組みである。アニメ版では退場時には「ACCIDENT」のライトが、死亡時に「DEATH」のライトが点灯するようになっている。

## 劇中での描写
コブラのセリフから察するに、作中では現代のアメフトやアメリカンベースボール（メジャーリーグベースボール）などに相当する競技となっているらしく、コブラは「（ラグ・ボールの試合を）よくTVで見る」と答えている。また、現実同様プロ及びアマチュアの機構が存在し、銀河パトロールもアマチュアチームを所有している。
試合が行われる場所としては、10万人以上の観客を収容できるラル星のランド競技場のアストロ・ドーム球場が有名であり、銀河系一のラグ・ボール球団「レッド・サクソンズ」がそこをホームグラウンドにしていて、選手の数は1万人を超えるといわれている。また、このランド競技場及び「レッド・サクソンズ」は海賊ギルドの構成員・ランドがオーナーであり、銀河パトロールの権限がきかない治外法権であることを利用して、ロド麻薬密売の根拠地にしていた。コブラは銀河パトロール隊員・ドミニクからの依頼でその密売ルートを探ることとなった。

## ラグ・ボールの選手
5kgもある球を打ったり投げたりしなくてはならないため、コブラのように地球人離れした筋力を持った者や、二軍のZチームのリック・ブルー（ザック・シモン）のように、地球人で2メートル70センチといった常人離れした体格を持つ者が選手には多いが、ドナルド星人（ドナルド星に住む、鳥のような顔をしている種族）・ゲックのように小柄な選手でも、俊足を活かしてバントや守備・走塁などで活躍する者もいる。
野球などと同様に一軍と二軍があり､ランド競技場のレッド・サクソンズでは一軍は貴族待遇を受けることができ、生活も地位も二軍とは大違いなため、一軍の選手になるためならどんな手段を使ってもなりたがる者が後を絶たない。
また、新しく入団した者にレギュラーの座を奪われることを恐れた一軍の選手により、ラグ・ボールの選手としてランド競技場に潜入したコブラも、バッティングの練習中に殺されかけたり、コブラの部屋の電子シャワー室に入ったチアガール・ミランダが閉じ込められ、焼死するという死亡事故も起きた。 
レッド・サクソンズでは二軍は26チーム、一軍昇格間近の選手が属するAから、末端のZまでのアルファベット順に分かれており、1チーム500人近い選手を抱えている。先述の通りランド競技場は治外法権区域であり、そのためレッド・サクソンズの選手にはならず者や犯罪者も中にはいる。銀河パトロール隊員・ドミニクの話によればレッド・サクソンズに選手として入団した場合、入団後1年は外出禁止、逃げ出そうとすれば射殺されるとのことである。

## 補足
- 原作者の寺沢によると、ラグ・ボール誕生のきっかけは当時担当だった編集者に「寺沢くんはスポーツ漫画は描けないだろう」といわれたのが悔しかったとのことで、本人は「思いついたというより、思いつかされた」としている[8]。
- 野球同様に様々なタイトルが存在する。劇中で言及されたのはMVP、新人賞の他、独自のタイトルとしてレッド・サクソンズのダン・ブラッドが受賞した「最多ブロッカー」が存在する。